# Rust in Peace
Rust in Peace, 1990, är Megadeths fjärde studioalbum. Albumet är en klassiker inom melodisk thrash och speed metal, och representerar tillsammans med det efterföljande Countdown to Extinction höjdpunkten på Megadeths karriär. Namnet är en lek med termen "rest in peace", engelska för "vila i frid".
Dave Mustaine kom på namnet när han såg en gammal rostig bil med ett klistermärke på kofångaren där det stod "Rust in Peace". Han tänkte att detta var en genial metafor för fred då alla bomber och vapen står oanvända och rostar.
Låttexterna albumet är i hög grad politiska. Låten Hangar 18 handlar om UFO-konspirationer, Dawn Patrol om miljöförstöring medan krig är temat för Holy Wars, Take No Prisoners och Rust in Peace… Polaris.
Megadeths karaktäristiska brännande och nihilistiska texter samt råa, snabba thrash-metalackord fångades här med en klar, precis produktion, som tillåter alla nyanser från Dave Mustaines gitarrkompositioner att bli hörda. Även Marty Friedmans gitarrsolon bidrar till albumets popularitet bland fans.

## Historia
I Rust in Peaces albumhäfte från 2004 års utgåva nämner Dave Mustaine att en av de svårare utmaningarna inför inspelningen var att hitta en lämplig sologitarrist. Innan Marty Friedman gick med var bland annat Jeff Waters en av gitarristerna som blev tillfrågad att gå med i bandet. Dock tackade han nej, framför allt på grund av hans åtagande till sitt eget band, Annihilator. En som också fick förfrågan att spela på albumet var Chris Poland, som efter några demoinspelningar tackade nej, dels för att han ville fokusera på sitt soloalbum, Return to Metalopolis, och dels för att möjligheten att vara kreativ kändes begränsad för honom då alla låtar i princip var färdigskrivna. Bland gitarrister som kom på audition var Dimebag Darrell, som skulle gå med i bandet om hans bror, Vinnie Paul, fick bli bandets trummis vilket Dave inte accepterade då Nick Menza redan var bandets trummis.

## Låtlista
Alla låtar skrivna av Dave Mustaine där inget annat anges.
Sida ett
1. "Holy Wars… The Punishment Due" – 6:36
2. "Hangar 18" – 5:14
3. "Take No Prisoners" – 3:28
4. "Five Magics" – 5:24

Sida två
1. "Poison Was the Cure" – 2:58
2. "Lucretia" (Dave Mustaine/David Ellefson) – 3:58
3. "Tornado of Souls" (Dave Mustaine/David Ellefson) – 5:22
4. "Dawn Patrol" (Dave Mustaine/David Ellefson) – 1:50
5. "Rust in Peace… Polaris" – 5:36

Bonuslåtar på nyutgåvan från 2004
1. "My Creation" – 1:36[a]
2. "Rust in Peace… Polaris" (demo) – 5:25[a]
3. "Holy Wars... The Punishment Due" (demo) – 6:16[a]
4. "Take No Prisoners" (demo) – 3:23[a]

## Singlar
- 1990 – Holy Wars… The Punishment Due
- 1990 – Hangar 18

## Medverkande
- Dave Mustaine – gitarr, sång
- Marty Friedman – gitarr
- Nick Menza – trummor
- David Ellefson – basgitarr